# Ondulatore

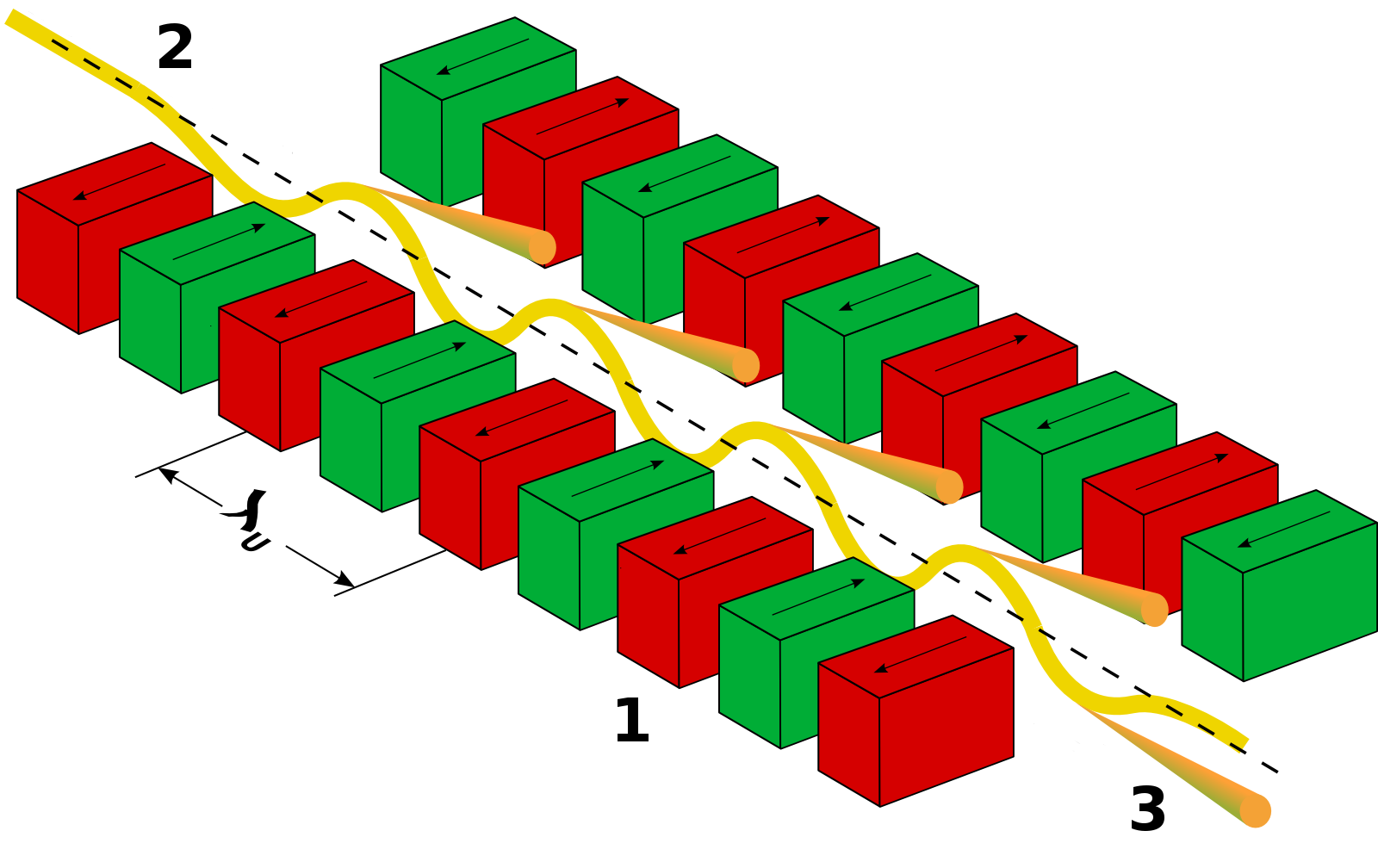
Fig. 1 - Schema di un ondulatore. 1: magneti, 2: fascio di elettroni, 3: radiazione di sincrotrone

Un ondulatore è un dispositivo di inserzione usato in complessi dedicati alla fisica delle alte energie, solitamente sincrotroni, al fine di ottenere radiazione altamente monocromatica in fasci estremamente collimati.
Un tipico ondulatore è schematicamente composto da una serie di dipoli magnetici disposti in modo tale da generare un campo magnetico trasversale alternato lungo tutto l'asse del dispositivo (vedi Figura 1). Attraverso l'ondulatore vengono fatti passare fasci di particelle cariche (il più delle volte elettroni) provenienti da un sincrotrone, un ciclotrone o un anello di stoccaggio. Le particelle, attraversando tale struttura magnetica periodica, sono forzate a oscillare e quindi a emettere radiazione. Tale radiazione viene poi opportunamente direzionata lungo strutture chiamate beamlines (lett. "linee di fascio"), all'interno delle quali sono costruiti laboratori che utilizzano la radiazione per esperimenti nelle più svariate aree scientifiche.
Ogni ondulatore è caratterizzato da un parametro adimensionale {\displaystyle K\ } che, per gli elettroni, è definito come
{\displaystyle K={\frac {eB\lambda _{u}}{2\pi m_{e}c}}},
dove {\displaystyle \lambda _{u}} è la distanza minima tra due dipoli magnetici il cui campo magnetico è orientato in verso opposto (vedi Figura 1), e è la carica dell'elettrone, B il campo magnetico, {\displaystyle m_{e}} la massa a riposo dell'elettrone e c la velocità della luce nel vuoto.
Tale parametro definisce la natura del moto degli elettroni all'interno del dispositivo: per un ondulatore {\displaystyle K\ll 1} e la radiazione emessa dagli elettroni del fascio è coerente e caratterizzata da un range molto ristretto di frequenze; se invece {\displaystyle K\gg 1} lo spettro di frequenze emesso è più esteso e il dispositivo è chiamato ondeggiatore (wiggler).
Un ondulatore può fornire radiazione diversi ordini di grandezza più intensa di un magnete curvante: per un ondulatore caratterizzato da {\displaystyle N\ } periodi di oscillazione del campo magnetico, la luminosità può essere fino a {\displaystyle N^{2}\ } volte maggiore di quella di un magnete curvante. 

## Principio di funzionamento
Ogni elettrone che attraversi l'ondulatore, essendo una carica in moto all'interno di un campo magnetico, subisce una forza di Lorentz trasversale a cui è associata un'accelerazione. Secondo le leggi dell'elettromagnetismo di Maxwell, ogni carica soggetta ad accelerazione emette radiazione elettromagnetica: pertanto il fascio di elettroni che passa nell'ondulatore emette radiazione diretta lungo l'asse dell'ondulatore. La radiazione emessa è detta radiazione di sincrotrone. In realtà, poiché i magneti dell'ondulatore hanno larghezze tipiche dell'ordine del centimetro, la radiazione emessa secondo questa prima descrizione avrebbe una lunghezze d'onda di circa {\displaystyle 10^{-2}} m, caratteristiche cioè dello spettro delle onde radio, mentre la radiazione utilizzata nei sincrotroni appartiene allo spettro dei raggi X ({\displaystyle \lambda =10^{-10}} m).
In effetti, poiché gli elettroni circolanti in un sincrotrone viaggiano a velocità prossime a quella della luce nel vuoto, la descrizione corretta del loro moto richiede che essi vengano trattati come particelle relativistiche, inserendo il fenomeno nel quadro di riferimento della teoria della relatività speciale.
I calcoli rigorosi possono diventare piuttosto complicati, ma una descrizione del fenomeno in maniera intuitiva (anche se approssimativa) è la seguente.
Nel sistema di riferimento inerziale del fascio elettronico, ogni elettrone "percepisce" l'ondulatore passare attorno ad esso a velocità relativistica.
Pertanto lo spazio circostante l'elettrone, e quindi ogni magnete dell'ondulatore, subisce una contrazione di Lorentz nella direzione di moto, proporzionale al fattore di Lorentz
{\displaystyle \gamma (v)={\frac {1}{\sqrt {1-v^{2}/c^{2}}}}\ }.
Se prendiamo ad esempio gli elettroni circolanti nell'anello di stoccaggio dell'European Synchrotron Radiation Facility (ESRF), la velocità del fascio è {\displaystyle v\ } = 0.999999995 {\displaystyle c\ }, dove c è la velocità della luce nel vuoto, da cui si ottiene {\displaystyle \gamma \ } = 10000.
Ogni magnete viene quindi percepito dall'elettrone con una larghezza 10000 volte inferiore, ovvero nell'ordine dei micrometri.
La stessa lunghezza d'onda di emissione viene quindi contratta di tale fattore, passando da {\displaystyle 10^{-2}} m a {\displaystyle 10^{-6}} m, ovvero rientrando nello spettro delle microonde.
Alla contrazione di Lorentz si aggiunge poi l'effetto Doppler relativistico: gli elettroni che attraversano l'ondulatore sono infatti sorgenti che emettono radiazione diretta lungo la propria direzione di moto.
Pertanto, nel sistema di riferimento inerziale della beamline lungo la quale la radiazione è diretta, la lunghezza d'onda della radiazione emessa viene osservata come ulteriormente contratta dello stesso fattore di Lorentz visto precedentemente, passando da {\displaystyle 10^{-6}} m a {\displaystyle 10^{-10}} m.
Pertanto la radiazione infine osservata da chi si trova nel laboratorio situato lungo la beamline è nello spettro dei raggi X.